# Langfurth (Schöfweg)
Langfurth ist ein Gemeindeteil der Gemeinde Schöfweg im niederbayerischen Landkreis Freyung-Grafenau.

## Lage
Das Pfarrdorf liegt in nordwestlicher Lage unterhalb des Gipfels des Brotjacklriegels im Bayerischen Wald.

## Geschichte
Langfurth entstand zusammen mit anderen Siedlungen nach dem Dreißigjährigen Krieg. 1752 wohnten in Langfurth zehn Häusler, die zum Amt Heimgut gehörten.
An den Hängen des Sonnenwaldes wurden immer wieder neue Raumrechte an die Waldhäusler vergeben. 1806/97 wohnten in Unterlangfurth 16 Familien, darunter fünf Bauern, und in Oberlangfurth zwanzig Häusler. Sie hatten das Recht, aus den Staatswaldungen Waldstreu und Holz zu beziehen, wofür sie einen Kreuzer Schreibgeld per Fuder zahlten, nämlich in Form einer ortsüblichen Wagenladung, die mit zwei Ochsen weggeführt werden konnte.
1851 lebten in Unterlangfurth 12 und in Oberlangfurth 10 Anwesensbesitzer. 1885 wurde die Freiwillige Feuerwehr Langfurth gegründet. Die Bewohner der Ortschaft ernährten sich von der Land- und Forstwirtschaft. Es überwog die Wiesenkultur mit der im Bayerischen Wald üblichen Wiesenbewässerung.
Nach dem Zweiten Weltkrieg erhielt der Tourismus eine immer größere Bedeutung. Besonders der Wintersport an den Hängen des Sonnenwaldes nahm einen starken Aufschwung. In der Zeit des Bettenbooms im Bayerischen Wald sollte 1974 ein Hotel entstehen. Es gliedert sich in drei getrennt voneinander liegende Trakte. Diese bestehen weitgehend aus Holz und haben die Form von überdimensionalen Waldlerhäusern. Sie werden heute als private Ferienwohnungen genutzt. Fünf Skilifte ziehen in die Höhen des Sonnenwaldes, dessen Gipfelpartie in 920 Metern Höhe liegt und über einen Sattel mit dem Brotjacklriegel verbunden ist.

## Sehenswürdigkeiten
Die schlichte Pfarrkirche Maria Himmelfahrt wurde 1864 als Dorfkapelle erbaut. 1876 richtete man in Langfurth eine sogenannte Messelesestelle ein, was besagte, dass ein gewöhnlich im Ruhestand lebender Priester, der Messeleser, hier zu bestimmten Zeiten Messen zu feiern hatte. 1882 wurde eine Expositur eingerichtet, 1889 folgte die Erhebung zur Pfarrei. Die Kirche erfuhr Veränderungen in den Jahren 1884, als man das Langhaus verlängerte und 1906, als man den Kirchturm errichtete. 1989 zählte die Pfarrei 358 Katholiken.

## Vereine
- Freiwillige Feuerwehr Langfurth
- Katholischer Frauenbund Langfurth
- Krieger- und Soldatenverein Langfurth
- Ski-Club Langfurth